# Michael James Tyler
Ne doit pas être confondu avec James Michael Tyler.
Pour les articles homonymes, voir Tyler.
Michael James Tyler, né le 27 mars 1937 et mort le 26 mars 2020 à Adélaïde,, est un herpétologiste australien.
Il travaille à l'Université d'Adelaide dans le "Department of Environmental Biology".
Il est responsable d'Applied Herpetology.

## Publications
- (en) Michael James Tyler, Australian frogs, Frenchs Forest, N.S.W. : New Holland Publishers, 1999  (ISBN 1-876334-20-7)
- (en) Michael James Tyler, Frogs are cannibals, Crows Nest : Allen & Unwin, 2004  (ISBN 1-74114-271-7)
- (en) Michael James Tyler, Field guide to the frogs of Australia, Collingwood, Vic. : CSIRO Publishing, 2009  (ISBN 978-0-643-09244-0)

## Taxons nommés en son honneur
- Litoria michaeltyleri
- Litoria tyleri
- Uperoleia tyleri

## Quelques Taxons décrits
- Arenophryne
- Arenophryne rotunda
- Assa
- Barygenys maculata
- Cophixalus concinnus
- Copiula fistulans
- Copiula minor
- Crinia bilingua
- Crinia remota
- Cyclorana cryptotis
- Cyclorana longipes
- Cyclorana maculosa
- Cyclorana maini
- Cyclorana vagitus
- Cyclorana verrucosa
- Limnodynastes depressus
- Limnodynastes lignarius
- Liophryne dentata
- Litoria auae
- Litoria brevipalmata
- Litoria bulmeri
- Litoria capitula
- Litoria cavernicola
- Litoria contrastens
- Litoria coplandi
- Litoria dorsivena
- Litoria exophthalmia
- Litoria iris
- Litoria kumae
- Litoria leucova
- Litoria longirostris
- Litoria louisiadensis
- Litoria meiriana
- Litoria micromembrana
- Litoria modica
- Litoria multiplica
- Litoria napaea
- Litoria personata
- Litoria piperata
- Litoria quadrilineata
- Litoria spinifera
- Litoria splendida
- Litoria subglandulosa
- Litoria timida
- Litoria umbonata
- Litoria wisselensis
- Neobatrachus aquilonius
- Nyctimystes cheesmanae
- Nyctimystes disruptus
- Nyctimystes foricula
- Nyctimystes zweifeli
- Rana jimiensis
- Rheobatrachus vitellinus
- Uperoleia arenicola
- Uperoleia aspera
- Uperoleia borealis
- Uperoleia crassa
- Uperoleia daviesae
- Uperoleia inundata
- Uperoleia lithomoda
- Uperoleia micromeles
- Uperoleia minima
- Uperoleia talpa
- Uperoleia trachyderma
- Xenobatrachus subcroceus